# Tristan Bernard

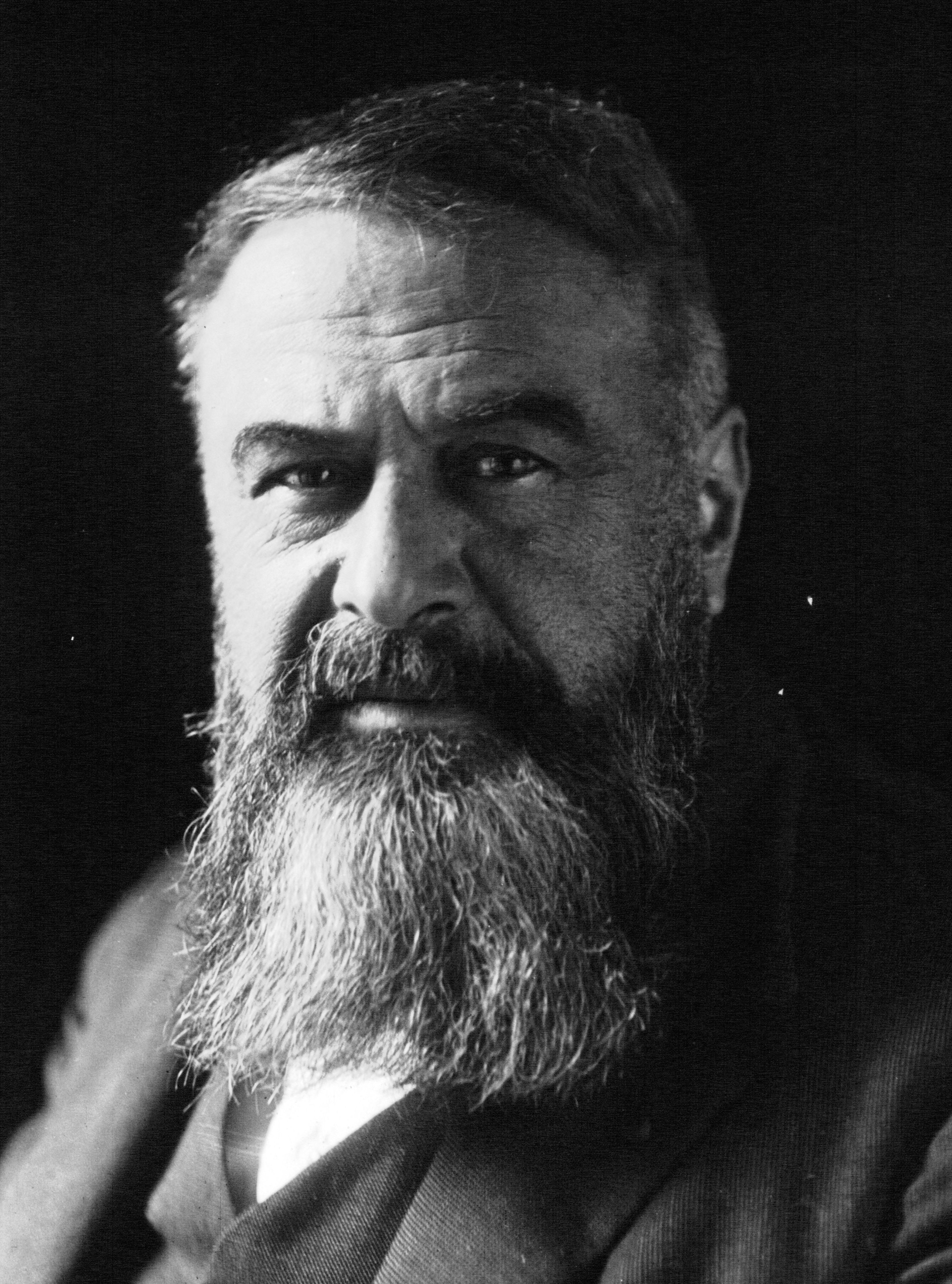
Tristan Bernard in 1923

Tristan Bernard, schrijversnaam van Paul Bernard (Besançon, 7 september 1866 - Parijs, 7 december 1947), was een Frans romanschrijver en dramaturg, groot specialist van de lichte Parijse komedies en vaudevilles, de zogenaamde 'théatre de boulevard'.

## Levensloop
Bernard was zoon van een architect. Hij verliet Besançon op veertienjarige leeftijd en studeerde in Parijs, eerst in het Lycée Condorcet, vervolgens in de Faculteit Rechten. Tijdens zijn legerdienst bij de dragonders liet hij zijn baard groeien, zoals was bevolen door de toenmalige minister van Oorlog, generaal Georges Boulanger. Na de legerdienst behield hij zijn baard.
Hij kon advocaat worden, maar verkoos directeur te worden van een aluminiumfabriek in Creil. Hij bleef dit niet lang en gaf de voorkeur aan zijn twee passies: schrijven en fietsen. Zo was hij een tijdje directeur van Vélodrome Buffalo in Neuilly en directeur van Le Journal des vélocipédistes.
In 1891 nam hij bij het publiceren de voornaam Tristan aan, naar de naam van een paard waar hij met weddenschappen behoorlijk aan gewonnen had.
In 1894 werd voor het eerst een toneelstuk van hem opgevoerd: Les pieds nickelés. Het werd een triomf en dit opende de weg voor een succesvolle carrière als dramaturg.
Bernard werkte ook mee aan nieuwsbladen. In 1904 werd hij redacteur in L'Humanité, de krant van Jean Jaurès. In 1917 publiceerde hij enkele artikels in het jonge weekblad Le Canard enchaîné.
Bernard was bevriend met Léon Blum, Jules Renard, Lucien Guitry, Paul Gordeaux, Marcel Pagnol en vele anderen. Hij kreeg bekendheid door zijn woordspelingen en 'bons mots', zijn romans, zijn toneelstukken en zelfs zijn kruiswoordraadsels.
Tijdens de Tweede Wereldoorlog vluchtte hij als Jood naar Cannes en was overtuigd dat hij er veilig was en niet zou worden gearresteerd. Dit gebeurde toch en in 1943 werd hij in het kamp van Drancy opgesloten. Door de tussenkomst van Sacha Guitry werd hij drie weken later vrijgelaten. Toen Guitry in 1944, na de Bevrijding, op zijn beurt was aangehouden, was het aan Bernard om zijn steun te betuigen.
Hij had eerst zijn vrijheid geweigerd zolang zijn vrouw Mamita niet eveneens vrijkwam, wat na enkele dagen gebeurde. Zijn kleinzoon François Bernard ging in het Verzet, werd gearresteerd en stierf in het concentratiekamp Mauthausen. Tristan kwam dit moeilijk te boven.

## Familie
Tristan Bernard had drie zoons:
- Jean-Jacques Bernard was dramaturg, maar schreef ook over de concentratiekampen (Le Camp de la mort lente en Le Pain rouge).
- Raymond Bernard werd een belangrijk filmregisseur. Van hem is er onder meer Les Misérables (1934), de eerste verfilming van het werk van Victor Hugo.
- Étienne Bernard werd arts, hoogleraar en bestrijder van bacteriën.

## Publicaties

### Romans en novellen
- X..., een 'impromptu', geschreven samen met George Auriol, Georges Courteline, Jules Renard en Pierre Veber, 1895.
- Mémoires d'un jeune homme rangé, 1899.
- Un mari pacifique, 1901.
- Amants et Voleurs, detectiveroman, 1905.
- L'Affaire Larcier, roman, 1907.
- Secrets d'État, 1908.
- Deux amateurs de femmes, 1908.
- Le Roman d'un mois d'été, 1909.
- Secrets d'État, verhaal van een complot tegen de koning van de imaginaire staat Bergensland, 1910.
- Nicolas Bergère, joies et déconvenues d'un jeune boxeur, 1911.
- Mathilde et ses mitaines, 1912, verhaal van de wat geschifte vrouwelijke detective Mathilde Gourgeot.
- Le Taxi fantôme, 1919, over twee corrupte lui, een historicus en een politieker, die allebei 'académicien' wilden worden, 1919.
- L'Enfant prodigue du Vésinet, 1921.
- Le Jeu de massacre, 1922, novellen.
- Corinne et Corentin, 1923.
- Féerie bourgeoise, 1924.
- Les Moyens du bord, 1927.
- Le Voyage imprévu, 1928.
- Hirondelles de plages, 1929.
- Paris secret, 1933.
- Aux abois: journal d'un meurtrier, 1933.
- Visites nocturnes, 1934.
- Robins des Bois, 1935.

### Theater
- Les Pieds nickelés, Parijs, Théâtre de l'Œuvre, 15 maart 1895
- Allez, messieurs ! Parijs, Théâtre de l'Odéon, 13 januari 1897
- Le Fardeau de la liberté, Parijs, Théâtre de l'Œuvre, 15 mei 1897
- Franches Lippées, Parijs, Théâtre du Champ-de-Foire, 6 maart 1898
- Silvérie, ou les Fonds hollandais, in samenwerking met Alphonse Allais, Parijs, Théâtre des Capucines, 19 mei 1898
- Le Seul Bandit du village, Parijs, Théâtre des Capucines, 10 november 1898
- Une aimable lingère, ou Chaque âge a ses plaisirs, proverbe de château, Parijs, Théâtre des Mathurins, 26 januari 1899
- L'Anglais tel qu'on le parle, Parijs, Comédie-Parisienne, 28 februari 1899
- Octave ou les Projets d'un mari, Parijs, Grand-Guignol, 6 november 1899
- La Mariée du Touring-Club, Parijs, Théâtre de l'Athénée, 8 december 1899
- Un négociant de Besançon, Parijs, Théâtre des Mathurins, 25 februari 1900
- La Petite Femme de Loth, opérette, Parijs, Théâtre des Mathurins, 1 oktober 1900
- L'Affaire Mathieu, Parijs, Théâtre du Palais-Royal, 24 oktober 1901
- Daisy, Parijs, Théâtre de la Renaissance, 13 mei 1902
- Les Coteaux du Médoc, Parijs, Théâtre du Vaudeville, 2 december 1903
- Le Captif, Parijs, Théâtre des Mathurins, 9 februari 1904
- Triplepatte, Parijs, Théâtre de l'Athénée, 30 november 1905
- La Peau de l'ours, Parijs, Théâtre de l'Athénée, 2 février 1907
- Sa sœur, pièce en 3 actes, Paris, Théâtre de l'Athénée, 7 februari 1907
- La Cabotine, Parijs, Théâtre des Nouveautés, 2 oktober 1907
- Monsieur Codomat, Parijs, Théâtre Antoine, 17 oktober 1907
- Les Jumeaux de Brighton, Parijs, Théâtre Femina, 16 maart 1908
- Le Poulailler, Parijs, Théâtre Michel, 3 december 1908
- Le Danseur inconnu, Parijs, Théâtre de l'Athénée, 29 december 1909
- Le Peintre exigeant, Parijs, Comédie-Française, 21 februari 1910
- Le Costaud des épinettes, Parijs, Théâtre du Vaudeville, 14 april 1910
- L'Incident du 7 avril, Parijs, Théâtre de l'Athénée, 20 mei 1911
- Le Petit Café, Parijs, Théâtre du Palais-Royal, 12 oktober 1911
- L'Accord parfait, Parijs, Théâtre Femina, 25 november 1911
- On naît esclave, Parijs, Théâtre du Vaudeville, 4 april 1912
- Les Phares Soubigou, Parijs, Comédie Royale, 4 december 1912
- La Gloire ambulancière, Paris, Comédie des Champs-Élysées, 10 mei 1913
- Les Deux Canards, Parijs, Théâtre du Palais-Royal, 3 december 1913
- Jeanne Doré, Parijs, Théâtre Sarah-Bernhardt, 16 december 1913
- La Crise ministérielle, Parijs, Comédie des Champs-Élysées, 5 maart 1914
- Du vin dans son eau, ou l'Impôt sur le revenu, Parijs, Comédie des Champs-Élysées, 5 maart 1914
- Le Prince charmant, Parijs, Comédie-Française, 12 juli 1914
- L'École du piston, Parijs, Théâtre Antoine, juni 1916
- Le Sexe fort, Parijs, Théâtre du Gymnase, 12 april 1917
- Les Petites Curieuses, Parijs, Théâtre des Boulevards, 1920
- Cœur de lilas, Parijs, Théâtre de Paris, 5 maart 1921
- My Love... Mon amour, Parijs, Théâtre Marigny, 3 februari 1922
- Ce que l'on dit aux femmes, Parijs, Théâtre des Capucines, mei 1922
- Le Cordon bleu, 1923
- Les Plaisirs du dimanche, Parijs, Sporting Club, 31 maart 1925
- L'École des quinquagénaires, Parijs, Comédie-Française, 18 april 1925
- Un perdreau de l'année, Parijs, Théâtre Michel, 24 april 1926
- Jules, Juliette et Julien, ou l'École du sentiment, Parijs, Théâtre de l'Œuvre, 10 mei 1929
- L'École des charlatans, Parijs, Théâtre de l'Odéon, 1 avril 1930
- Langevin père et fils, Parijs, Théâtre des Nouveautés, 15 mei 1930
- Un ami d'Argentine, Parijs, Théâtre de l'Athénée, 5 november 1930
- Le Sauvage, Parijs, Théâtre Tristan-Bernard, 19 februari 1931
- La Partie de bridge, Parijs, Théâtre de la Michodière, 24 april 1937
- Verzamelde werken: Théâtre (8 volumes, 1908-1939)

### Andere werken
- Vous m'en direz tant !, (met Pierre Veber (1894)
- Contes de Pantruche et d'ailleurs (1897)
- Sous toutes réserves (1898)
- Amants et Voleurs (1905)
- Citoyens, Animaux, Phénomènes (1905)
- Auteurs, Acteurs, Spectateurs (1909)
- Les Veillées du chauffeur (1909)
- Sur les grands chemins (1911)
- Le Poil, organe en principe hebdomadaire des réserves de l'armée inactive, hebdomadaire (1915)
- Souvenirs épars d'un ancien cavalier (1917)
- Le Lion, tekst in Le Canard Enchainé (1918)
- Tableau de la boxe (1922)
- Autour du ring : tableau de la boxe (1925)
- Mots-croisés, cinquante problèmes (1925)
- Nouveau recueil de cinquante problèmes de mots croisés (1930)
- Les Parents paresseux (1932)
- Voyageons (1933)
- Compagnon du Tour de France (1935)
- 60 années de lyrisme intermittent (1945)
- Nouveaux mots croisés, avec la collaboration posthume de Jean de La Fontaine (1946)
- Vanille pistache, histoires choisies,  (1947)

### Verfilmde romans
- Embrassez-moi, 1929 en 1932
- L'Anglais tel qu'on le parle, 1931
- Le Cordon bleu, 1932
- Le Voyage imprévu, 1934
- La Course à la vertu, 1937
- Aux abois, 2005

## Eerbetoon
- Parijs heeft een Place Tristan Bernard in het 17de arrondissement.
- Op dit plein staat een borstbeeld van Tristan Bernard, gemaakt door beeldhouwster Josette Hébert-Coëffin (1906 - 1973).